# キミキラSunshine
「キミキラSunshine」（キミキラサンシャイン）は、スパークリング☆ポイントの7枚目のシングル。

## 内容
- コーラス参加している愛内里菜&三枝夕夏「100もの扉」と同時発売のシングル。
- 2枚目のアルバム『太陽〜ティダ〜』の先行シングルでもある。
- カップリングの「ワイド節」はユニットの出身地・奄美大島の新民謡であり、闘牛との関係があることを理由に、ロックを意識した楽曲になっている。
- 本作はメインボーカルを設けず、3人均等のパート割となっている。

## 収録曲
1. キミキラSunshine
作詞:スパークリング☆ポイント 作曲:大野愛果 編曲:Dr.SHINGO
2. ワイド節
作詞:中村民郎 作曲:坪山豊 編曲:綿貫正顕
3. キミキラSunshine (inst.)